# Abbazia Saint-Mathieu de Fine-Terre

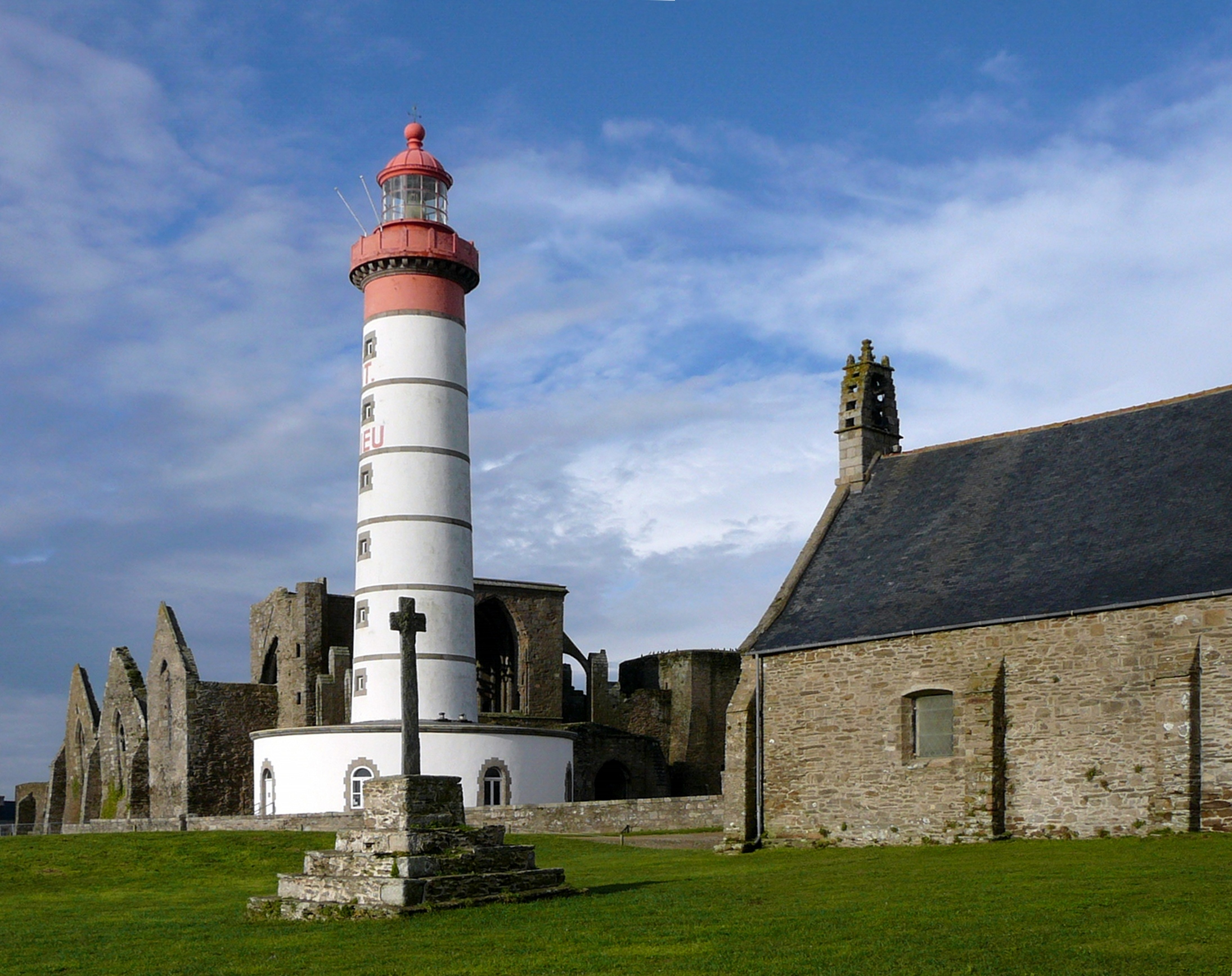
I resti dell'abbazia, attorno all'omonimo faro

L'abbazia Saint-Mathieu de Fine-Terre è un'abbazia bretone, le cui rovine si trovano nel territorio comunale di Plougonvelin, nel dipartimento della Finistère (Francia). L'abbazia era dedicata a san Matteo apostolo ed evangelista, di cui conteneva il cranio.

## Storia
Secondo la storia locale, questa abbazia fu edificata nel VI secolo da San Tanguy, che scelse questo posto isolato, che ebbe ereditato, accanto alle rive sul mare. Tanguy era il figlio del signore Tremazan.
Diverse popolazioni sono passate per di qui. I celti dell'età del ferro furono i primi a venire in questa regione nel I millennio a.C., seguiti poi dai romani, nei primi secoli a.C. In seguito i bretoni attraversarono La Manica nel VI secolo, seguiti dai vichinghi nel X secolo.

## Abbazia

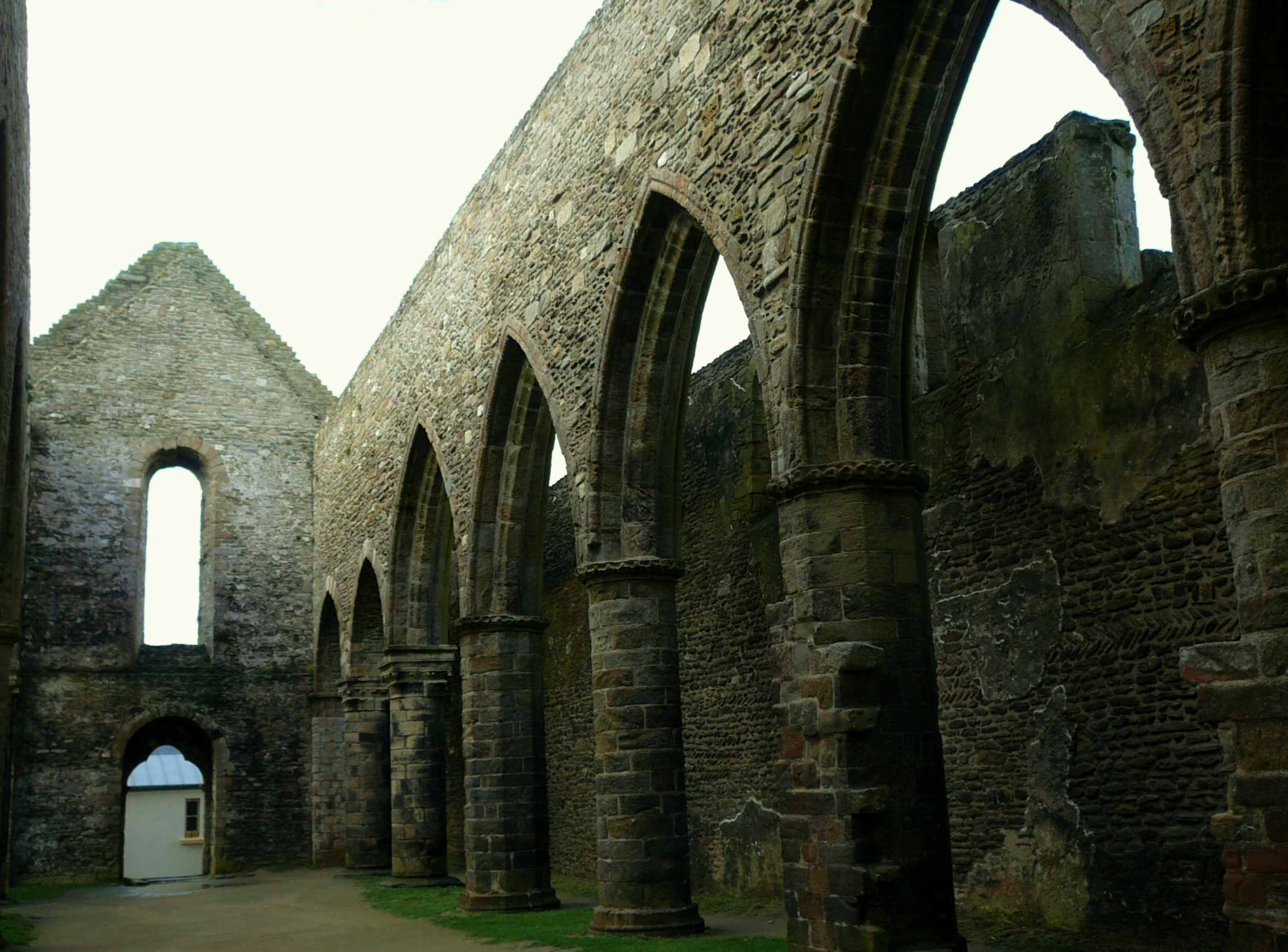
Parte interna dei resti dell'abbazia

Questa fu costruita in diversi tempi. Dal periodo romanico (XI-XII secolo) fino al gotico (XII-XV secolo). Prima di entrare nell'abbazia si trova un antico monumento, datato 1672, che dà sulle rovine dell'abbazia.
Negli anni l'abbazia subì danni da incendi e distruzioni, in modo particolare durante la guerra dei cent'anni e nuovamente nel 1558 quando gli inglesi e i danesi devastarono l'area. 
Nonostante le devastazioni, la presenza dei monaci benedettini non venne a mancare, fino alla rivoluzione francese.

### Giardino dei monaci
Accanto all'abbazia si trova tuttora un giardino protetto da alte mura in pietra. Qui si coltivavano piante medicinali, frutta e verdura per le necessità dei monaci e dei loro ospiti e compaesani.
Parte di questo giardino veniva usato dai paesani per la coltivazione del grano.

### Chiesa parrocchiale
Sempre vicino all'abbazia si trova la chiesa parrocchiale, dedicata a Nostra Signora di Grace.
Nel XIV secolo fu costruita la navata.

### Dormitorio dei monaci

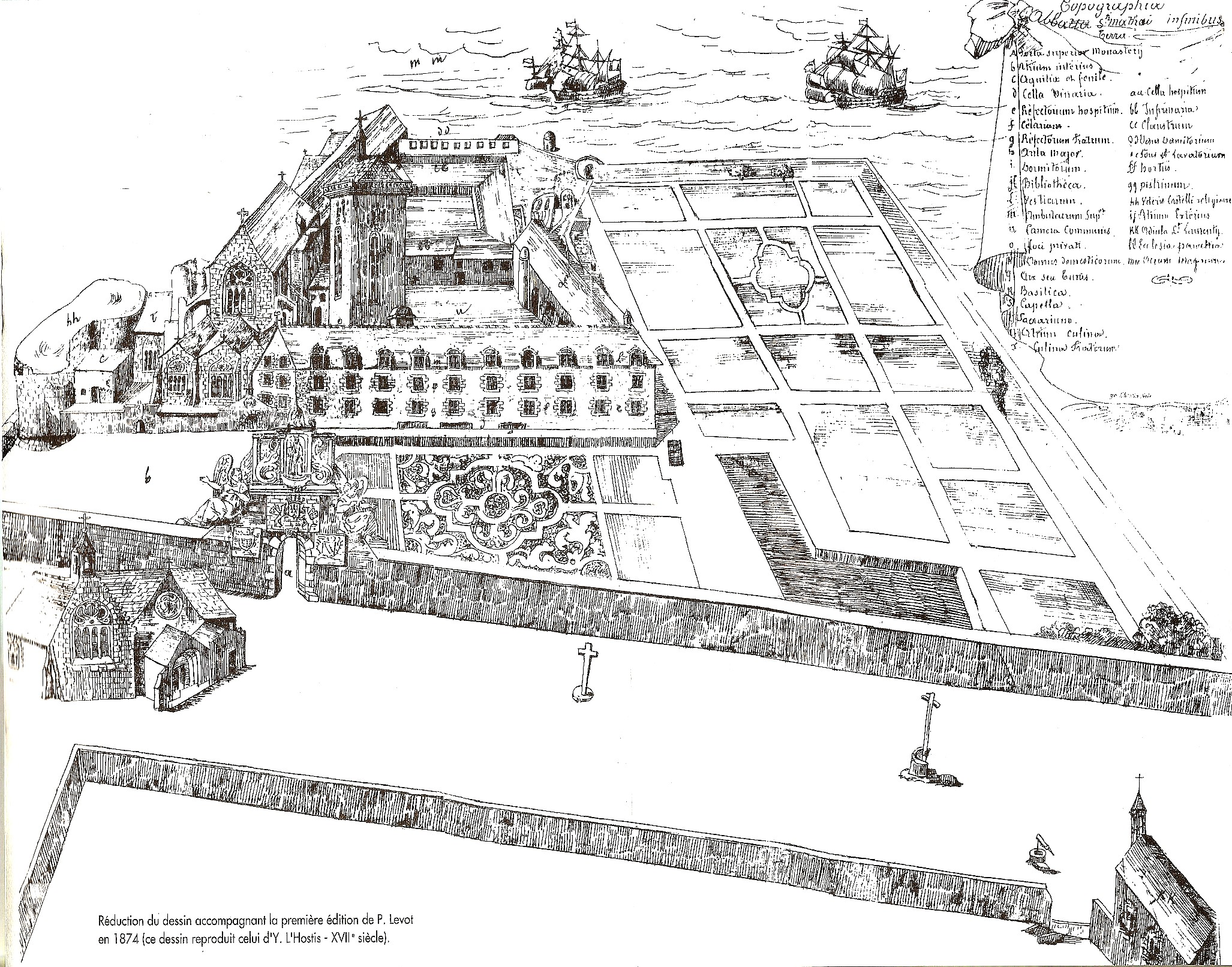
L'abbazia nel XII secolo

Nei tempi della rivoluzione francese, i beni del clero divennero proprietà dello stato. Quindi tutte le abbazie e edifici del clero passarono allo stato. Nel 1796 questo monastero fu venduto e venne usato per diversi anni come risorsa di pietre.
Solamente una parte del dormitorio scampò alla distruzione. In questa parte di muro si possono ancora notare le posizioni delle finestre delle celle dei monaci.
Oggi qui è collocato un piccolo faro, che ha contribuito alla salvezza di molti naviganti.

## Edifici attorno all'abbazia

### Torre del fuoco
Per secoli, dapprima i monaci e poi la marina francese, continuarono a accendere fuochi in cima a questa torre, che sorge accanto all'abbazia. I navigatori erano capaci di usare tale falò per scoprire le numerose rocce presenti in quel tratto di mare, e quindi poter navigare con maggior sicurezza.
Due cappelle furono rimosse per far posto a due fari nel 1835.

### Fontana
Nelle vicinanze dell'abbazia si trova un antico spazio pubblico dedicato alla pulizia dei vestiti. Qui la gente veniva a lavare i panni e a discutere con amici le vicende dell'epoca; insomma era un luogo di ritrovo.

## Curiosità
Dall'abbazia parte uno dei molteplici Cammini di Santiago di Compostela.